# Campionati europei di judo 2020
I Campionati europei di judo 2020 sono stati la 31ª edizione della competizione organizzata dalla European Judo Union. Si sono svolti alla O2 Arena di Praga, in Repubblica Ceca, dal 19 al 21 novembre 2020. Inizialmente previsti dal 1º al 3 maggio, sono stati posticipati a causa della pandemia di COVID-19.

## Partecipanti
Hanno partecipato ai campionati 345 judoka in rappresentanza di 40 federazioni affiliate all'European Judo Union. La Gran Bretagna ha deciso di non partecipare a causa della pandemia di COVID-19.
- Armenia (1)
- Austria (10)
- Azerbaigian (14)
- Belgio (14)
- Bielorussia (8)
- Bosnia ed Erzegovina (2)
- Bulgaria (7)
- Croazia (6)
- Danimarca (2)
- Estonia (3)
- Finlandia (3)
- Francia (17)
- Georgia (11)
- Germania (18)
- Grecia (9)
- Irlanda (4)
- Islanda (2)
- Israele (8)
- Italia (16)
- Kosovo (3)
- Lettonia (1)
- Lituania (2)
- Lussemburgo (1)
- Moldavia (7)
- Montenegro (2)
- Paesi Bassi (15)
- Polonia (17)
- Portogallo (16)
- Rep. Ceca (12)
- Romania (13)
- Russia (18)
- Serbia (11)
- Slovacchia (6)
- Slovenia (10)
- Spagna (13)
- Svezia (2)
- Svizzera (6)
- Turchia (11)
- Ucraina (13)
- Ungheria (11)

## Medagliere
| Posiz. | Nazione     | Oro | Argento | Bronzo | Totale |
| ------ | ----------- | --- | ------- | ------ | ------ |
| 1      | Francia     | 5   | 0       | 3      | 8      |
| 2      | Russia      | 3   | 3       | 1      | 7      |
| 3      | Georgia     | 1   | 1       | 4      | 6      |
| 4      | Azerbaigian | 1   | 1       | 3      | 5      |
| 5      | Israele     | 1   | 1       | 0      | 2      |
| 6      | Moldavia    | 1   | 0       | 1      | 2      |
| 7      | Italia      | 1   | 0       | 0      | 1      |
| 7      | Ungheria    | 1   | 0       | 0      | 1      |
| 9      | Serbia      | 0   | 2       | 0      | 2      |
| 10     | Germania    | 0   | 1       | 3      | 4      |
| 11     | Portogallo  | 0   | 1       | 2      | 3      |
| 12     | Paesi Bassi | 0   | 1       | 1      | 2      |
| 13     | Austria     | 0   | 1       | 0      | 1      |
| 13     | Bulgaria    | 0   | 1       | 0      | 1      |
| 13     | Romania     | 0   | 1       | 0      | 1      |
| 16     | Belgio      | 0   | 0       | 3      | 3      |
| 17     | Kosovo      | 0   | 0       | 2      | 2      |
| 17     | Spagna      | 0   | 0       | 2      | 2      |
| 19     | Croazia     | 0   | 0       | 1      | 1      |
| 19     | Svezia      | 0   | 0       | 1      | 1      |
| 19     | Ucraina     | 0   | 0       | 1      | 1      |
| Totale | Totale      | 14  | 14      | 28     | 56     |

## Podi

### Uomini
| Evento        | Oro                  | Argento               | Bronzo                                |
| fino a 60 kg  | Robert Mšvidobadze   | Jago Abuladze         | Francisco Garrigós Jorre Verstraeten  |
| fino a 66 kg  | Orxan Səfərov        | Tal Flicker           | Denis Vieru Kilian Le Blouch          |
| fino a 73 kg  | Victor Sterpu        | Lasha Shavdatuashvili | Rüstəm Orucov Tommy Macias            |
| fino a 81 kg  | T'at'o Grigalashvili | Ivajlo Ivanov         | Luka Maisuradze Matthias Casse        |
| fino a 90 kg  | Michail Igol'nikov   | Nemanja Majdov        | Beka Ghviniashvili Məmmədəli Mehdiyev |
| fino a 100 kg | Peter Paltchik       | Arman Adamjan         | Jorge Fonseca Zelim Kotsoiev          |
| oltre 100 kg  | Tamerlan Bašaev      | Inal Tasoev           | Guram Tushishvili Levan Matiashvili   |

### Donne
| Evento       | Oro                 | Argento             | Bronzo                             |
| fino a 48 kg | Shirine Boukli      | Andrea Stojadinov   | Distria Krasniqi Katharina Menz    |
| fino a 52 kg | Odette Giuffrida    | Andreea Chițu       | Charline van Snick Estrella López  |
| fino a 57 kg | Hedvig Karakas      | Telma Monteiro      | Sarah-Léonie Cysique Theresa Stoll |
| fino a 63 kg | Clarisse Agbegnenou | Magdalena Krssakova | Martyna Trajdos Juul Franssen      |
| fino a 70 kg | Margaux Pinot       | Sanne van Dijke     | Madina Tajmazova Marie-Ève Gahié   |
| fino a 78 kg | Madeleine Malonga   | Luise Malzahn       | Karla Prodan Loriana Kuka          |
| oltre 78 kg  | Romane Dicko        | Iryna Kindzers'ka   | Rochele Nunes Jelyzaveta Kalanina  |